# 宋慶禮 (唐朝)
宋慶禮（645年—719年9月3日），字□莊，洺州永年县（今河北省邯郸市永年区东部、鸡泽县一带）人，祖籍广平郡清漳县（今河北省邯郸市肥乡区、广平县一带），唐朝官员。

## 生平
宋庆礼在虚龄廿四时，为州中推荐，考中明经，以宋州襄邑县、卫州卫县二县尉为起家官。武则天圣历元年（698年），突厥可汗阿史那默啜率十万骑兵进犯唐朝，穿越滹沱河，攻克赵州城。突厥撤兵后，侍御史桓彦范奉诏到黄河以北阻断居庸、岳岭、五回等道路，以防备突厥，桓彦范特意召宋庆礼来谋划这件事。宋庆礼向来有计谋策略，通过因地制宜修筑起长城，桓彦范很敬重宋庆礼。不久宋庆礼升任大理评事，并充任岭南采访使。当时崖州、振州等五州首领接连相互掠夺，边远地区不安，百姓对战争很苦恼。以前的使者害怕那里的炎热瘴气，从没到达过。宋庆礼亲身到了崖州和振州，询问风情习俗，说明祸福之理，从此以后当地首领抛弃仇怨而和好，州境得以安宁，朝廷就撤除镇守的士兵五千人。宋庆礼出任右台监察侍御史、河□□监军访察使。
当时唐朝和吐蕃交战，宋庆礼被选为使者出使吐蕃。吐蕃惯例，汉人使者入境都要先举行射牛仪式。宋庆礼拉满弓弦，牛应弦而死。吐蕃赞普赞赏宋庆礼，另外送给他金银器和毯子等十多种礼品。宋庆礼后出任并州司士，因为熟悉边境事务，又出任河东道支度营田都使，加朝散大夫，出任左台殿中侍御史，又升任汾毫二州司马、二州长史，兼任侍御史，升任关内道支度营田。当时河东道和河北道修筑长城边墙和障塞，用以屯驻兵马，朝廷任命宋庆礼佩戴印绶走马上任，负责实施。宋庆礼不仅修塞戍防，又进行屯田，最终达到了修塞戍防和充实军粮的目的。宋庆礼又试任右御史台中丞、使持节、鄚州刺史、三河军大使、河东河北道支度营田使。宋庆礼善于骑马，每天能奔驰数百里。宋庆礼的性格甘于劳苦，但是喜欢兴修工程，多次更改工程，他曾经在边境险地设置陷阱竖立尖头竹木片，用来阻断贼人入侵之路，议论此事的人都讥笑他不切实际。开元年间，宋庆礼加银青光禄大夫，出任使持节贝州诸军事、贝州刺史、摄御史中丞，河东河北道支度营田使如故。当初，营州都督府设置在柳城郡，控制奚族和契丹。武则天时期，都督赵文翙治理不当，奚族和契丹反叛，攻占州城，营州都督府迁移到幽州东部二百里的渔阳城。开元五年（717年），奚族和契丹各自通好归附唐朝，唐玄宗打算在旧城恢复营州治所，侍中宋璟坚持争辩认为不行，只有宋庆礼陈述有利之处。三月庚戌（717年4月25日），唐玄宗诏令宋庆礼和太子詹事姜师度、左骁卫将军邵宏等充任使者，再度在柳城郡修筑营州城。宋庆礼在蓟州训练士兵，精心准备，向营州出发。营州沦陷后已经二十多年无人涉足，当时宋庆礼孤军深入，将军们都迟疑不前，止步于临榆关，不敢前进。宋庆礼率领五十名骑兵作为先锋，出硖石谷，抵达和龙山，道路吃野食，计算工程所需土方和人力，经过十天后返回，将军们的议论才停止。当时天气寒冷，宋庆礼发动劳役，和将士们勠力同心，用三十天完成筑城。筑城完成后，宋庆礼回到朝廷复命，因功获赐绢二百匹。当时唐朝实行新的官员选拔制度，很多人不愿外任，营州都督无人可用，唐玄宗感到犯难，宋庆礼以古稀之龄主动请缨，因此出任营州都督、摄御史中丞，又改任御史中丞兼营州都督、持节节度诸蕃、平卢等军州大使，其余使者如故，获赐绢一百匹。宋庆礼开辟屯田八十多处，唐玄宗敕令赐给彩色丝织品一百段、银盘两件、衣服两套。当时室韦入侵边境，宋庆礼设置精锐骑兵为奇兵，俘虏两人。宋庆礼命令翻译人员前来对话，俘虏自称是室韦酋长，叩头告罪，脱衣求死。宋庆礼命令翻译对俘虏说：“你们这些小小的少数民族，视线模糊看不真切。今天免去你们的死罪，放你们生还，以显示我朝的威信。”宋庆礼命人将俘虏送出府城。从此之后营州没有战事，舆论称赞宋庆礼。宋庆礼又增修府城，唐玄宗敕令赐绢一百匹，衣服一套。宋庆礼又收拢营州流落到渔阳、淄青等地的百姓返回原来的田宅，并且招集行商的胡人，给他们建立店铺，几年间，营州粮仓很充实，居民逐渐富足。
宋庆礼行政清正严明，而且勤于判决诉讼，所任职的地方，百姓官吏不敢违犯。开元七年（719年），宋庆礼患病，唐玄宗敕令尚药奉御宋玄处、供奉道士张琛玄前往营州，乘坐驿站马匹送去诏书和药物，帮助治疗。闰七月十五日（719年9月3日），宋庆礼在弥留之际流泪写下遗言，仰着头说：“死生有命，富贵在天。”说完后宋庆礼就在官府中去世了，虚岁七十四，唐玄宗下制书赠予宋庆礼工部尚书，赐绢三百匹、米粟三百石，又敕令将宋庆礼的棺木送回故乡，丧事由官府操办，洺州的高级官员充当监护。奚族首领李大酺上表朝廷，希望为宋庆礼树立碑文纪念功德，唐玄宗敕令允许，于是在营州为宋庆礼树立碑文，行人围观，没有不落泪的。开元八年十一月廿三日（720年12月26日），宋庆礼与夫人王氏合葬于邯郸县西北紫山的东原。太常博士张星评议说:“宋庆礼为人太刚硬而易受挫，对人太苛察就无可用之人，在东北生出事故，损失的数以万计，这就是所说的对家是害，对国是凶。按照谥法，喜好取巧又自以为是叫做‘专’，请谥为‘专’。”礼部员外郎张九龄辩驳说:“宋庆礼为人苦守忠节，是国家的辛劳之臣，他一到边疆历时三十年。在家本可欢乐，他独独甘心于来往奔波；农作本艰辛，又能使军粮充实。他无不是从事劳辱之事而兢兢业业，恪守坚贞之规而竭尽全力，即使其中的一样，都是别人难以做到的。何况营州这地方，镇压那些戎夷，像扼制喉咙截断胳臂，叛逆就制他于死命，顺从就做他的主人，称它为安乐之城，时间已久远了。先前因赵翙做这里的长官，没有才能控制它，自从毁坏废弃，就助长敌寇祸害。所以二十年间，东边不停出事，尸体横躺枯骨暴露，将军失败军队覆灭，大概都不能计算清楚。皇上统治天下以来，圣明的谋略独自决断，恢复祖宗的旧业，复兴大禹的遗迹。用数千服劳役的人，没有兵士的强力护卫，指定日期就前往，接受命令而行动。于是度量土木动工兴建，击大鼓催促役人，亲自统领工程，不误千年大计，使柳城成为固若金汤的险地，让林胡感觉有腹心之患，就是为了这个。随后就停止海运，收储粮食，边亭平静，河朔无扰。与那发兵的费用，运输的劳役，比较其中的优劣，哪个有利有害？张星却说“所损失的数以万计”，多么荒谬！等到契丹违命放肆的时候，惧怕我方夹击的形势，虽像老鼠打洞自我防固，而放牧马驹时不敢侵犯，原来是害怕那座大城从而依赖它的坚固之力。怎可继承着他的业迹却压制事实，贬低他的谥号而曲从虚説，采纳开始时担忧的反对说法，忘记筹划远略的权宜和大利，道义上无所俾益，谁说这样可以？请把所议论的，再下发太常寺，希望体现宋庆礼平日的行迹，使立谥的典礼不至于坠失。”
张星仍然坚持前议，宋庆礼兄弟的儿子宋辞玉亲自到朝廷喊冤，于是议定宋庆礼谥号为敬。

## 墓地和墓志
2007年4月13日，河北省文物研究所高建强转告河北省邯郸市文物保护研究所所长乔登云，该所技工陈树林在回老家邯郸县陈岩嵛村休假期间，租住其家的民工说，在陈岩嵛村北青岛至兰州高速公路出口地段施工时发现数块墓志刻石。乔登云随即派人前往调查，并将墓志运回邯郸市文物保护研究所收藏。据说墓志即发现于高速公路出口处的收费站南侧，现场已遭破坏并覆盖于新修路面之下，原墓葬确切位置及其形制、规模、保存状况已不得而知。遂将遗弃至新修公路东侧的“宋公墓志”两方和公路西侧的另一方缺盖墓志运回邯郸市文物保护研究所收藏。宋庆礼墓志由志盖和志铭两方组成，志盖呈盈顶式方形，因机械施工挖掘和搬运，周边破损严重。以较完整面实测，顶面边长55厘米，底边长96.5厘米，厚23厘米。顶面篆刻“宋公墓志”四个大字，四刹正中各浮雕一个外突的双角兽头。志石侧立面呈“凸”字形，下有方台式连体底座，周边也有不同程度的残损。经实测，志面边长95.5厘米，上厚12厘米；底座边长110厘米，厚9厘米;总厚21厘米。志面以界格分隔，志文为行楷，共计45竖行，满行45字，不计空格及毁失字体，现存完整及残损文字1780余字。

## 家庭

### 曾祖
- 宋思远，北魏员外散骑常侍、本州大中正[1]

### 祖父
- 宋宝，北齐开府参军，隋朝开府长史、仪同三事[1]

### 父亲
- 宋楷，唐朝益州新繁县主簿[1]

### 兄弟姐妹
- 宋庆宾，唐朝朝请大夫、行广州都督府司马、岭南五府按察使判官、上柱国[1]
- 宋温礼，唐朝吏部常选[1]

### 夫人
- 琅邪王氏，□□庶子王□□曾孙女，岳州参军王协第四女，封临沂郡君，在宋庆礼之前去世，开元八年十一月廿三日（720年12月26日）合葬于邯郸县西北紫山的东原[1]

### 子女
- 宋璀[1]
- 宋玢[1]
- 宋瑗[1]
- 宋琚[1]

## 延伸阅读
[在维基数据编辑]
 《舊唐書·卷185下》，出自刘昫《舊唐書》